# Sebennytos
Sebennytos (arabisch سمنّود Samannūd, DMG Samannūd, altägyptisch Tjeb-netjer; koptisch Dyebenute; altgriechisch Σεβέννυτος; ἡ Σεβεννυτικὴ πόλις hê Sebennytikê Pólis ‚die sebennytische Stadt‘, lateinisch Sebennytus) war eine antike Stadt in Unterägypten, heute am Damietta-Arm (in der Antike der Bukolische oder Phatnische Arm) des Nils im Nildelta gelegen.

## Topografie
Früher lag Sebennytos auch am westlich davon verlaufenden und danach benannten Sebennytischen Arm des Nils (altgriechisch ὁ Σεβεννυτικὸς Νείλος), der heute verlandet ist, quasi zwischen zwei Nilarmen. Sebennytos war die Hauptstadt des 12. (antiken) Distrikts (νομός nomos; ägypt. sepat) gleichen Namens und liegt nahe Sais fast auf 31° nördlicher Breite. Im Altertum war es ein bedeutender Ort, auf einer Halbinsel zwischen dem Sebennytischen See (ἡ λίμνη Σεβεννυτική, heute Burlos) und dem Nil gelegen.

## Geschichte
Die Stadt war eine wichtige Handelsstadt für Unterägypten und Memphis. Der Niedergang des Kanalsystems durch Versandung infolge Ablagerungen ließen den Ort an Bedeutung verlieren und haben ihn fast zum Verschwinden gebracht. Sebennytos war der Geburtsort von Manetho, einem Historiker und Chronisten der Ptolemäerzeit des 3. Jahrhunderts v. Chr., bekannt für seine "Königslisten". Der letzte, aus Ägypten stammende Herrscher, Pharao Nektanebos II. aus der 30. Dynastie, stammte ebenfalls dorther. Es existieren Funde einer Tempelruine und weiterer Reste aus ptolemäischer Zeit. Seit alters gibt es auch das Titularbistum „Sebennytus“ der katholischen Kirche.